# Neohypdonus
Neohypdonus là một chi bọ cánh cứng trong họ 
Elateridae.
Chi này được miêu tả khoa học năm 1971 bởi Stibick.

## Các loài
Các loài trong chi này gồm:
- Neohypdonus aestivus (Horn, 1871)
- Neohypdonus arcticus (Candèze, 1860)
- Neohypdonus gentilis (LeConte, 1866)
- Neohypdonus nepalensis Ôhira & Becker, 1973
- Neohypdonus nibleyi Wells, 1991
- Neohypdonus perplexus (Horn, 1871)
- Neohypdonus recavus Wells, 1991
- Neohypdonus restrictulus (Mannerheim, 1853)
- Neohypdonus tumescens (LeConte, 1853)